# Aire de Sant'Omobono
Vous lisez un « bon article » labellisé en 2019.
L’aire de Sant’Omobono est un site archéologique romain découvert en 1937 près de l’église de Sant’Omobono, située entre les pentes du Capitole et le forum Boarium. Il s'agit d'une aire sacrée de la Rome antique, dont la découverte et l'exploration sont d’une importance exceptionnelle pour la connaissance de l’histoire de la Rome archaïque et républicaine, ainsi que d'époques plus anciennes, antérieures à la date traditionnelle retenue pour la fondation de Rome (753 av. J.-C.).
En 1937-1938, l’archéologue Antonio Maria Colini met au jour une grande esplanade avec deux temples jumeaux, identifiés comme ceux des déesses Mater Matuta et Fortuna. À un niveau plus profond des fouilles, un troisième temple daté de la période étrusque de Rome livre des restes de décorations en terre cuite, dont ceux de statues datées du VIe siècle av. J.-C. représentant Hercule accompagné d’une déesse casquée dont l’identité fait débat. 
Une fouille plus détaillée du site est menée à partir de 1959 avec une série de sondages archéologiques qui permettent d’en percevoir les plans successifs. De nombreux ossements entassés dans une fosse rituelle, reliquats de sacrifices d’animaux — parmi lesquels taureaux, porcs, moutons, chèvres et même chiens — témoignent d’une activité religieuse antérieure à l’édification du troisième temple. De plus, des tessons de céramique trouvés dans les remblais antiques révèlent une implantation humaine sur le site de Rome remontant au XIVe siècle av. J.-C., à l’âge du Bronze moyen. De nombreux débris de céramiques contemporains de la date de fondation traditionnelle de Rome attestent de relations commerciales déjà actives avec les cités grecques.
Malgré son intérêt historique remarquable, la notoriété du site de Sant’Omobono ne dépasse pas le milieu des archéologues, où il reste l’objet de questions et de débats concernant sa chronologie et l'interprétation historique des vestiges. Le Sant’Omobono Project, lancé en 2009 par les universités de Calabre, du Michigan et la Surintendance des biens culturels de Rome, s’est donné comme objectif de collationner, d’approfondir et de publier les connaissances sur l'aire de Sant'Omobono. La Surintendance organise quelques rares visites guidées du site pour de petits groupes d’amateurs.

## Localisation
- A et B : temples républicains.
- B : église Sant'Omobono.
- C : emplacement du temple archaïque.

Plan-masse de l'aire de Sant'Omobono dans le quartier moderne.

La zone archéologique dégagée se trouve dans le quartier du Vélabre au sud du Capitole, entre l'ancienne Via del Mare mussolinienne à l'ouest, devenue la Via L. Petroselli, et le Vico Jugario côté nord, dans un périmètre archéologique longtemps inaccessible au public, mais visible depuis la Via L. Petroselli. La zone archéologique est bornée au sud et à l'est par des bâtiments modernes, et l'église Sant'Omobono, fermée, se superpose à l'un des temples.
Le Vico Jugario correspond au Vicus Iugarius qui reliait dans l’antiquité le Forum et le port fluvial sur le Tibre, au voisinage du forum Holitorium et du forum Boarium.

## Historique des fouilles

### Mise au jour du site (1936)
Le site est découvert fortuitement, en fin 1936, lors du chantier de construction d'un édifice communal, avec la mise au jour d'un dallage antique au pied de l'abside de la petite église de Sant'Omobono. Les travaux communaux sont annulés et l'emplacement est protégé grâce à l'intervention de l'archéologue italien Antonio Maria Colini. 

### Premières fouilles (1937-1938)
Colini explore le site en 1937 et 1938, mais doit interrompre ses recherches durant la Seconde Guerre mondiale. Le dégagement de la parcelle le long du Vico Jugario révèle les fondations de deux temples jumeaux de l'époque républicaine, dits temples A et B, dont l'un était inaccessible sous le bâtiment de l'église, tandis que les premières excavations profondes localisent l'angle d'un temple archaïque, désigné comme temple C, et d'abondantes céramiques et éléments architectoniques, vestiges datant de la plus ancienne période de Rome, prouvant l'extrême intérêt historique du site.

### Identification des édifices
L'identification des deux temples aux plans identiques et parallèles, précédés de deux autels semblables, est réalisée grâce aux textes antiques. Ceux-ci mentionnent, dans le secteur entre le Tibre et le Capitole, l'existence du sanctuaire de Carmenta avec deux autels. Mais la présence de deux cellae, donc de deux divinités, oriente l'identification vers les temples de Mater Matuta et de Fortuna, qui sont connus pour être géographiquement voisins et dont Ovide mentionne la communauté de culte et de célébration du natalis (c'est-à-dire du jour de fondation) au 11 juin. Cette interprétation réfute la théorie antérieure des topographes Rodolfo Lanciani et Helge Lyngby qui situaient les temples de Mater Matuta et Fortuna à l'autre extrémité du forum Boarium, aux emplacements reconnus depuis comme ceux du temple de Portunus et du temple d'Hercule Olivarius. Les sources antiques précisaient de surcroît que le roi Servius Tullius (579-534 av. J.-C.) avait fondé le temple dédié à la Fortune pour honorer sa divinité protectrice, et celui de Mater Matuta, confirmant ainsi que la datation du site remonte au VIe siècle av. J.-C., période de la Rome étrusque.

### Les fouilles d'après-guerre

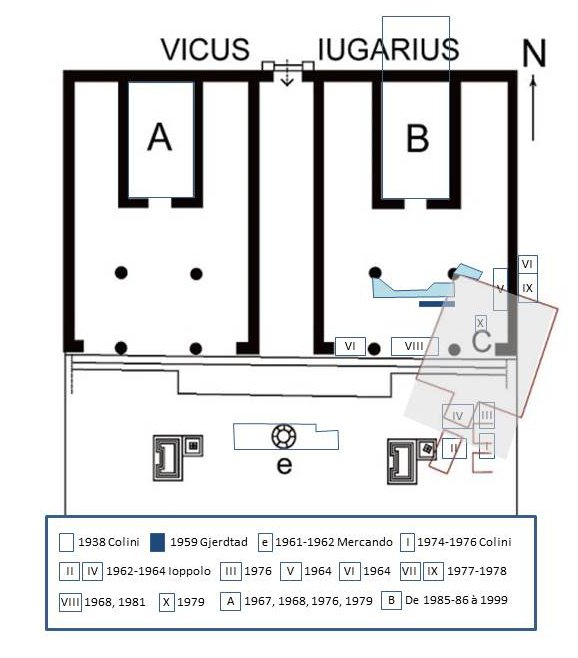
Aire sacrée de Sant'Omobono, diagramme des fouilles et sondages par année.

Les archéologues italiens réalisent après la guerre de nombreux sondages ponctuels. En 1959, explorant le Vicus Iugarius au nord de la zone, Einar Gjerstad récupère, dans les remblais intérieurs du podium républicain, du matériel protohistorique et archaïque de la période latiale, allant de l'âge du Bronze moyen à la fin du VIe siècle av. J.-C.. 
En 1961-1962, Liliana Mercando effectue trois sondages entre les autels du podium républicain et, en 1962-1964, Giovanni Ioppolo réalise une stratigraphie qui descend jusqu'à une fosse à sacrifice, en avant du temple archaïque. De nombreux débris d'ossements carbonisés sont recueillis. En 1972, Ioppolo publie le résultat de ses découvertes, avec les premiers dessins de fouilles du site, documents qui avaient fait défaut jusque-là, et propose une chronologie du site en quatre phases. 
D'autres stratigraphies sont réalisées sur la périphérie du temple archaïque en 1974-1975 par Paola Virgili, à travers sept mètres de remblais, pour atteindre l'angle sud-ouest du podium,, puis en 1977-1979 par Paola Virgili, Anna Sommella Mura et Giuseppina Pisani Sartorio, à l'arrière du temple. Ces sondages font entrevoir au moins dix-sept phases d'occupation distinctes, séquences archéologiques très complexes dont les rapports de fouilles succincts ne fournissent qu'une vision générale.
Le sol du temple A et plus particulièrement celui de sa cella a été étudié par les archéologues en 1967, en 1976 et en 1979 à l’intérieur de la cella, en 1968 en dehors de celle-ci. Ces explorations, discontinues, ne touchant que des surfaces ponctuelles et plus ou moins bien documentées, ont été réétudiées par le Projet Sant’Omobono pour préparer une fouille plus approfondie couvrant toute la cella. En 2011-2012, cette fouille couvre 80 m2 à l'intérieur de la cella du temple A et permet l'observation des réfections successives du sol de la cella, estimées entre les Ve et IIIe siècles av. J.-C..
Concernant le temple B, le sol de l'intérieur de la nef de l'église Sant'Omobono, qui se superpose à sa cella, a été l’objet d’une série de fouilles lors des années 1985-1986, 1989, 1992, 1996 et 1999, pour préciser les aménagements réalisés sous l'Empire, avec toutefois des incertitudes pour distinguer les restaurations du temple de son occupation précoce par le culte chrétien.

### LeSant'Omobono Project(2009)
Après la signature en décembre 2008 d'une convention de partenariat entre la Surintendance des biens culturels pour le Capitole (Sovrintendenza Capitolina ai Beni Culturali), l'université de Calabre et l'université du Michigan, le Sant'Omobono Project (Projet Sant'Omobono) a été lancé en mai 2009. Ce projet a pour finalité la recherche, l'étude et la valorisation de ce site complexe qui suscite encore de nombreuses questions et qui reste depuis trop longtemps ignoré du public. Comme premières actions, le projet collecte toutes les publications relatives au site, ainsi que les notes, les dessins et les photographies réalisés par les fouilleurs et non encore publiés, afin de les numériser. En 2012, un document de synthèse est diffusé sur Internet sous l'égide de Nicola Terranato et al., de l'université du Michigan. Dans le même temps, la zone archéologique est nettoyée et protégée pour en dresser une planimétrie complète. Enfin, l'abondant matériel archéologique conservé dans les réserves est inventorié, étudié, dessiné et photographié.
En novembre 2013, Paolo Brocato et Nicola Terrenato présentent à la conférence romaine sur « L'époque de Tarquin le Superbe » un point sur les nouvelles découvertes et les problèmes anciens relatifs au temple archaïque.

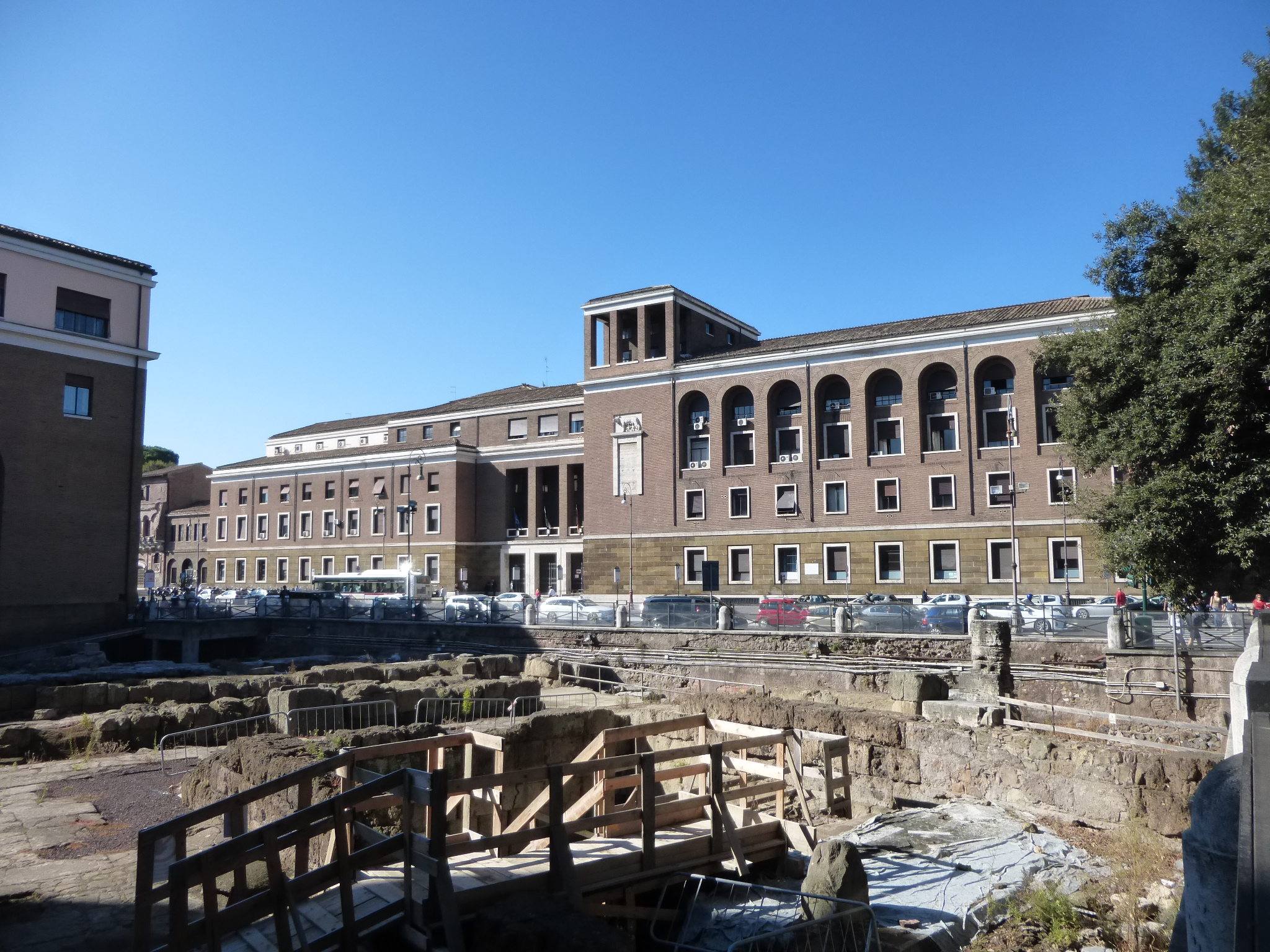
Chantier en 2014 sur l'aire de Sant'Omobono.

En 2014, Dan Diffendale du Sant'Omobono Project réalise un sondage à l'emplacement du temple archaïque. Pour lutter contre les infiltrations d'eau de la nappe phréatique, les fouilleurs doivent poser un blindage d'acier et faire drainer la tranchée avec des pompes. À plus de cinq mètres (quinze pieds) de profondeur, trois assises du podium archaïque sont mises au jour. La tranchée qu'il est impossible de maintenir contre la pression des eaux est rebouchée au bout de trois jours, mais l'excavation permet un relevé scientifique détaillé et le recueil fructueux de centaines d'artefacts, offrandes votives, vaisselles et figurines.

## Chronologie archéologique

### Artefacts protohistoriques
Les terres prélevées sur les pentes toutes proches du Capitole servent au remblai élevé sur l'aire sacrée avant la construction des temples républicains. Partiellement sondées à plusieurs reprises, elles livrent de nombreux tessons de céramique. Étudiées et datées par Renato Peroni pour les artefacts de l'âge du bronze, par Enrico Paribeni pour les importations grecques et par Giovanni Colonna pour les pièces de la période étrusque et celles de l'âge du fer ancien, ces céramiques vont du XVIe  jusqu'au  VIe siècle av. J.-C.. Les plus anciennes témoignent de l’existence près du Capitole d’un habitat rattaché à la culture apenninique présente en Italie centrale et méridionale à l'âge du Bronze moyen, très antérieur à la date de 753 av. J.-C., avancée traditionnellement pour la fondation de Rome.
D'autres fragments plus récents, des VIIIe et VIIe siècles av. J.-C., illustrent la variété et l'abondance des importations d'origine grecque, et la probable présence des commerçants grecs dans le port fluvial primitif de la Rome naissante : débris de coupes et de vases aux décors géométriques en bandes ou en cercles concentriques venus des Cyclades, de Corinthe ou d'Eubée. D'autres importations de style grec proviennent d'Italie du sud, de la colonie eubéenne de Pithécusses et de Cumes.

### Chronologie de l'aire sacrée

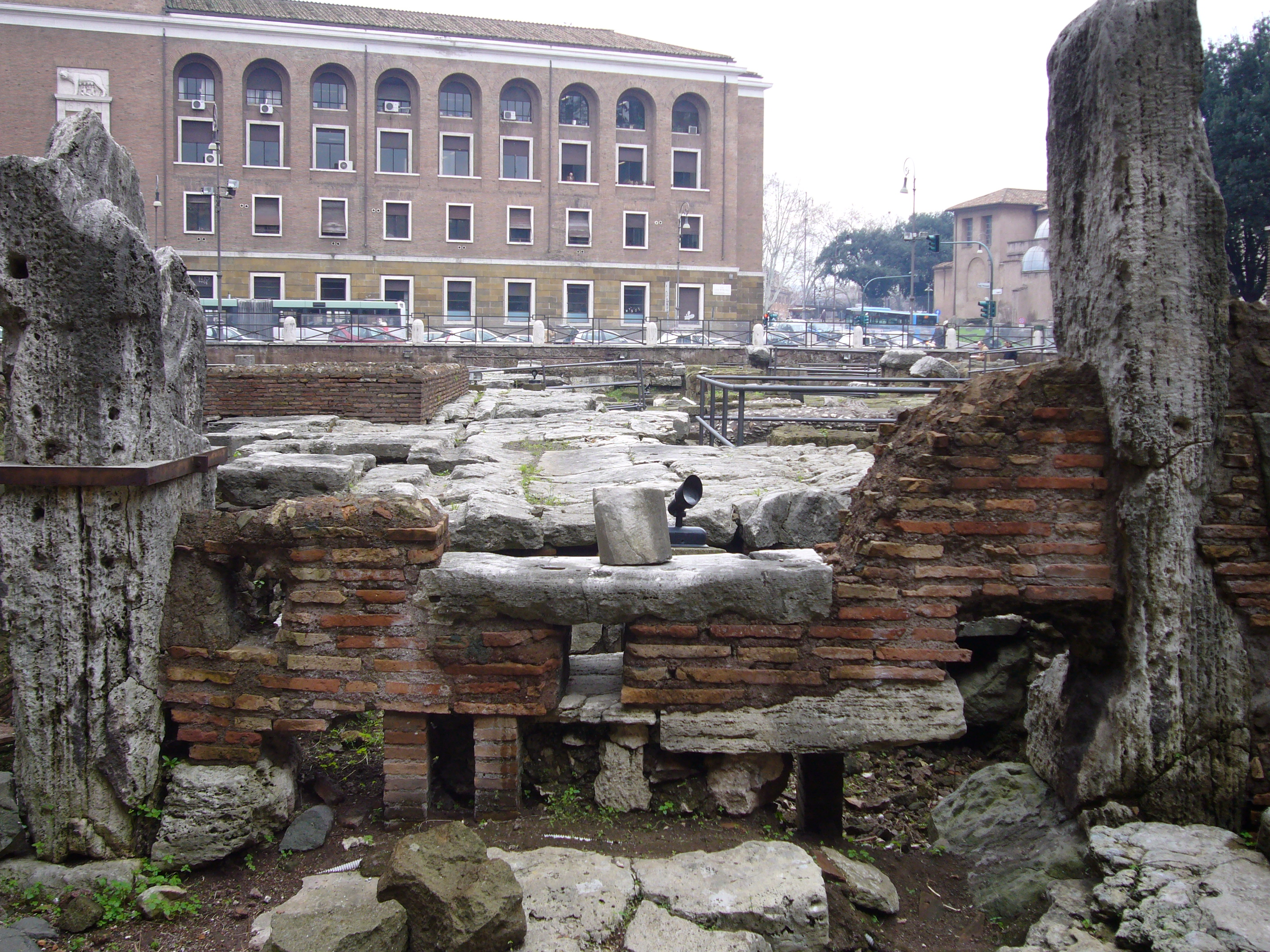
Seuil d'entrée d'une boutique

L'établissement d'une chronologie du site est rendu délicat par le caractère ponctuel des sondages stratigraphiques aux multiples niveaux, qui ne couvrent ensemble qu'à peine un quart de la superficie, et par les conclusions des divers archéologues remises en cause ou renouvelées par les explorations de leurs successeurs. La première chronologie proposée par Einar Gjerstad à partir de ses fouilles de 1959 se cale sur des dates tardives (première construction d'un temple vers 490 av. J.-C., voire 475 av. J.-C.), impliquant les règnes de rois étrusques au Ve siècle, et non au VIe siècle traditionnel, ce qui suscite la critique des archéologues italiens. Les travaux de Giovanni Ioppolo et de Paola Virgili permettent de reconstituer une chronologie des différentes phases d'existence des temples, synthétisée de la façon suivante par Filippo Coarelli et reprise par Jacqueline Champeaux :
Phase I, débutant à la fin du VIIe siècle.
Sur un emplacement que Gjerstad supposait occupé par des cabanes (VIIIe et VIIe siècles av. J.-C.), création d'une zone sacrée, sans temple édifié, mais avec une fosse à sacrifice et peut-être un autel.
Phase II, second quart du VIe siècle.
Construction du premier temple archaïque, traditionnellement attribué à Servius Tullius (579-534 av. J.-C.).
Phase III, troisième quart du VIe siècle.
Réfection complète du temple, peut-être après un incendie. La décoration est faite de terres cuites architectoniques, avec au moins quatre statues dont celles d'Hercule et d'une figure féminine casquée. À la fin du VIe siècle, la zone est abandonnée et détruite, datation qui coïnciderait avec la période de troubles provoquée par l’expulsion des Tarquins.
Phase IV, peut-être au début du IVe siècle.
Construction d’un grand soubassement qui rehausse le niveau de 4 mètres à 6 mètres. Couverture de cette plate-forme en dalles de cappellaccio, tuf volcanique extrait des collines de Rome. Dans les terres de remplissage, Paola Virgili a trouvé des restes de céramiques apenniniennes datées de l'âge du Bronze moyen (XIVe et XIIIe siècles av. J.-C.) et de l’âge du fer provenant des déblais d’un village protohistorique, probablement implanté au pied du Capitole, et des fragments de céramique grecque attique à figures noires datées de la fin du VIe siècle av. J.-C.. Ainsi sont mélangées la plus ancienne trace d'habitation humaine de la zone Capitole-Palatin, et les plus anciennes traces de relations entre Rome et le monde grec. Selon les archéologues italiens, le rehaussement du terrain est contemporain de la construction de deux temples, dits A et B, selon une nouvelle orientation rigoureusement nord-sud. La tradition littéraire attribue la reconstruction et la seconde consécration du temple de Mater Matuta au dictateur Camille, après la prise de Véies en 396 av. J.-C., mais selon l'analyse de Giuseppina Pisani Sartorio, les céramiques les plus récentes trouvées dans les remblais dateraient du début du Ve siècle av. J.-C., premiers moments de la république romaine,.
Phase V.
Construction d’un nouveau sol en tuf de Monteverde, d'une carrière du Janicule, et en tuf de l’Aniene, et réfection des deux temples avec deux autels orientés à l’est et un grand socle d’offrande circulaire en pépérin (un donarium), qui devait supporter des statuettes de bronze dont on a trouvé des traces de scellement. Une inscription fragmentaire trouvée sur les blocs de pépérin a permis une datation :
Ce qui attribue la dédicace au consul Marcus Fulvius Flaccus après la chute de Volsinies en 264 av. J.-C..
Phase VI.
L’incendie de 213 av. J.-C., relaté par Tite-Live et confirmé par la présence de nombreux débris calcinés, détruit le Vicus Iugarius, et les temples de Spes, de Mater Matuta et de Fortuna,. La reconstruction complète est entreprise en 212 av. J.-C., avec une réfection en dalles de tuf de Monteverde, extrait de la colline du Janicule,.

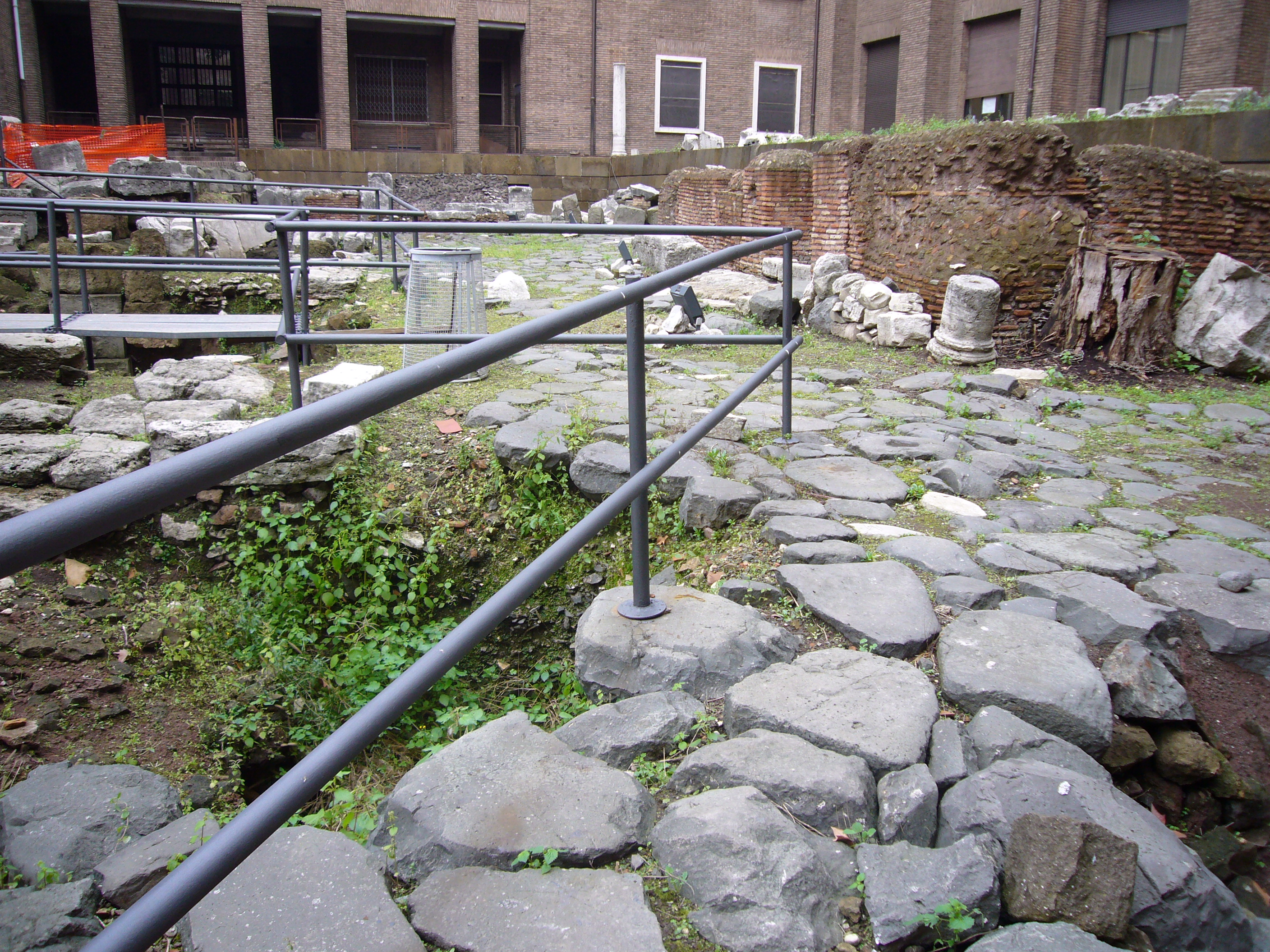
Rue dallée de basalte séparant l'aire sacrée, à gauche, des boutiques en briques, à droite.

Phase VII, époque impériale.

Dernier dallage en travertin, d’époque impériale, probablement sous Domitien (81-96),. Deux boutiques (tabernae) sont construites à l'est du podium des temples jumeaux, sur la ruelle orientée est-ouest qui relie le Vicus Iugarius au forum Boarium. Les briques de ces boutiques étudiées en 1977 par Paola Virgili portent des marques de fabrique de l’époque d’Hadrien (117-138). Les deux temples ont été reconstruits sur une esplanade de travertin, avec une arche centrale quadrifrons qui sert d’arc de triomphe, comme le montrent quelques pièces de monnaie et deux bas-reliefs de l’arc de Constantin.
Cette chronologie simplifiée, basée sur des observations des années 1980, est susceptible de réajustements lors d'explorations et d'études nouvelles, d’autant plus que les Ve et IVe siècles av. J.-C. à Rome sont une période assez mal connue dans les années 2010, parce que les nombreuses et complexes réfections des temples républicains n'ont pas toutes laissé de traces historiques écrites, tandis que les restaurations modernes, perturbatrices de l'état archéologique, n'ont souvent pas été documentées et que la période impériale du site a été peu étudiée. Avant toute reformulation d'une chronologie, le Sant'Omobono Project se donne comme objectif le réexamen méthodique des diverses stratigraphies avec la caractérisation scientifique de plus de 450 niveaux repérés, et, dans la mesure du possible, leur mise en concordance.
Problématique de la transition entre les phases III (destruction) et IV (reconstruction).
Selon Tite-Live, le temple de Mater Matuta est consacré une deuxième fois par Camille en 396 av. J.-C., soit environ un siècle après sa destruction à la fin du VIe siècle, marquant la fin de la monarchie romaine. En revanche, on ne dispose pas d'indication des annalistes antiques pour le temple de Fortuna. Si Filippo Coarelli explique cette interruption séculaire par le rejet romain d'un sanctuaire trop lié à la monarchie étrusque, l'historienne des religions antiques Jacqueline Champeaux estime que l'abandon d'un lieu sacré sur un si long délai est contraire à la mentalité religieuse des Romains de la période archaïque. Leur conservatisme religieux, s'appliquant à maintenir des cultes tombant en désuétude, leur crainte du sacrilège plaident pour une interruption minimale du culte. L'exemple du temple de Jupiter Capitolin, construit par les Tarquins et inauguré peu après leur chute par le consul Marcus Horatius Pulvillus, illustre bien cette volonté de continuité religieuse. Si les céramiques collectées par les archéologues dans les remblais du podium républicain sont datées pour les plus récentes autour des années 500 av. J.-C., trois fragments de céramiques importées à figures rouges trouvés en 1938 par Einar Gjerstad sont nettement postérieurs, et situés vers 450 av. J.-C. et entre 420 et 400 av. J.-C. Ils ont été négligés par les archéologues en raison de leur petit nombre, mais leur prise en considération, suggérée par Champeaux, amènerait à situer la destruction du sanctuaire peu avant sa consécration en 396 av. J.-C. par Camille, en tenant compte de la durée des travaux. Cette destruction ne serait donc plus contemporaine de la chute de la monarchie, mais pourrait alors être plus tardive et simplement accidentelle.

### Moyen Âge

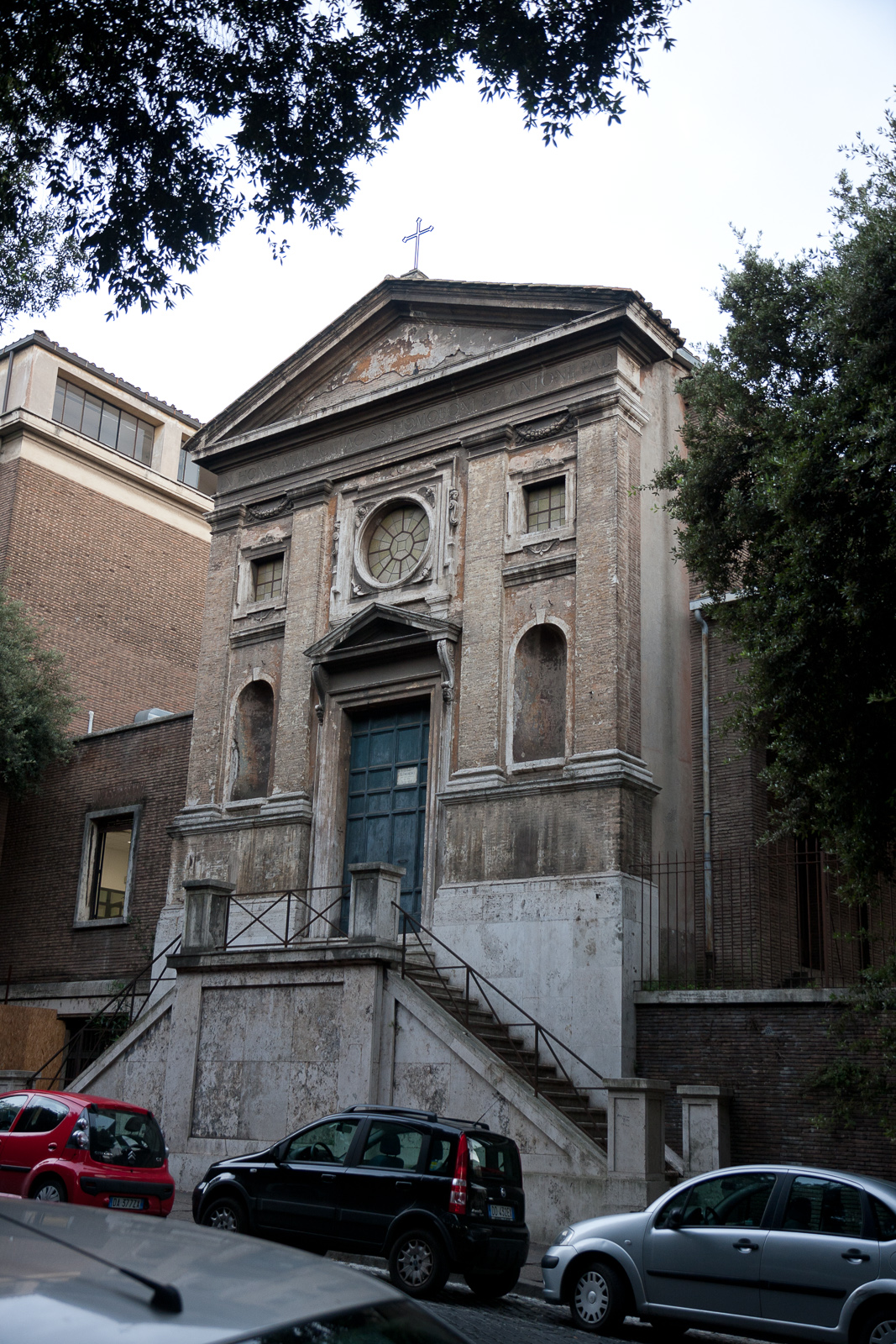
Façade de l'actuelle église de Sant'Omobono

La date de transformation du temple B en église est incertaine, quoique le VIe siècle soit avancé, sans élément probant. La plus ancienne référence écrite comme église figure dans le Mirabilia Urbis Romae, manuscrit composé au XIIe siècle, qui la présente comme une dépendance de Santi Sergio e Bacco al Foro Romano sous le nom de Sancti Salvatoris de Statera ou bien San Salvatore in Portico. Une nouvelle église est construite en 1482, avec une orientation inverse de la précédente ouverte vers la rue au nord, et dédiée en 1575 à Omobono de Crémone, patron de la confrérie rattachée à cette église. L'église ne possède qu'une seule nef, dont les fondations reposent sur celles de la cella du temple antique.

## Description des principaux édifices

### La fosse à sacrifice
D'après la chronologie du site, la fosse à sacrifice découverte par Giovanni Ioppolo est antérieure à l'édification d'un temple, et constitue donc le plus ancien témoin d'une activité religieuse en ce lieu. Dans cette fosse où l'on déversait les reliquats incinérés des sacrifices, une inscription étrusque a été trouvée sur un tesson d'impasto, qui porte de droite à gauche les caractères uqnus, nom de consonance étrusque comme l'indiquent les citations d'un prince Ocnos par Virgile et Silius Italicus. Gravée en caractères similaires à ceux des inscriptions de Caere et de Véies de la fin du VIIe siècle av. J.-C. et du début du VIe siècle av. J.-C., cette inscription est le plus ancien témoin d’une présence étrusque et de l’introduction de l’alphabet étrusque à Rome. Une autre inscription sur un fragment de bucchero recueilli dans la strate immédiatement supérieure à celle où se trouvait l'inscription uqnus porte en latin archaïque le mot ouduios ou ououios, compris par Mario Torelli comme le nom propre Ovius. Elle pourrait dater du début du VIe siècle av. J.-C.. Jacqueline Champeaux souligne le recoupement historique entre ces datations, quoique sans précision, et le règne du premier roi étrusque Tarquin l'Ancien, entre 616 et 578 selon la chronologie traditionnelle.
Ioppolo a recueilli parmi les cendres remplissant la fosse quelque 5 000 débris d'ossements carbonisés, et a identifié des restes de bœufs, de porcs, de chèvres et de moutons, qui évoquent la pratique romaine du suovetaurile, offrande de trois victimes mâles, un taureau, un bélier et un verrat. Néanmoins, Ioppolo déclare qu'il n'est pas certain que les restes correspondent à des victimes immolées simultanément selon ce rite. En quantité nettement moindre, des ossements de chiens, souvent très jeunes, ont été trouvés dans le secteur est de la fouille, au-dessous de l'autel du temple B. Ces vestiges confirment les pratiques anciennes de sacrifices canins lors de cérémonies telles que les robigalia, les lupercales, ou pour des rites plus mal connus en l'honneur de Mana genita ou pour l'augurium canarium.

### Le temple archaïque (C)

#### Fouilles
Les fouilles profondes révèlent les vestiges d'un temple au niveau datant du VIe siècle av. J.-C. On ignore si ce temple était accompagné d'un jumeau, à l'image des temples républicains édifiés ultérieurement au-dessus de cet emplacement. Les archéologues n'ont trouvé aucun indice en ce sens, mais le périmètre de l'aire de Sant'Omobono est loin d'avoir été complètement exploré à ce niveau.

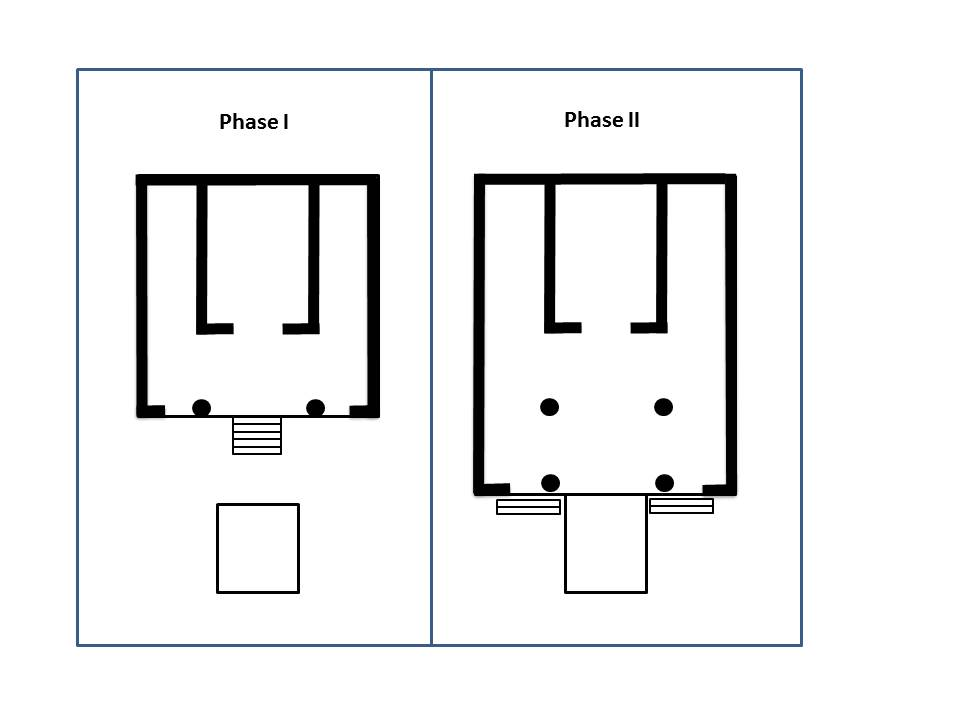
Plan du temple archaïque, selon les étapes distinguées par Giovanni Colonna.

Plusieurs sondages permettent de préciser l'allure générale et la chronologie historique de ce temple, qui a été construit avec une orientation vers le sud-ouest, démoli peu de temps après et reconstruit au même emplacement. Toutefois, la perception générale du plan a évolué : en 1977, Anna Sommella Mura décrit pour la seconde phase un temple sur un podium carré d'environ 8 m de côté (36 pieds romains) avec une cella d'environ 4 m de longueur (14 pieds romains). D'après la synthèse de Giovanni Colonna réalisée après d'autres sondages et présentée en 1991, un premier temple carré de 10,70 m de côté s’élevait sur un podium de 1,70 m de hauteur aux parois verticales, bordées à leur sommet d'un bourrelet en tore. Sa cella était unique, avec deux colonnes en bois in antis et un petit escalier frontal. Un autel carré se dressait à 2,30 m en face du podium. Lors d'une importante réfection, le bâtiment a été prolongé jusqu'à toucher l'autel, formant un temple rectangulaire (11,20 m sur 13,20 m) sur un podium de 1,20 m de haut aux parois moulurées de façon plus complexe. La cella, inchangée, était précédée par quatre colonnes in antis avec des chapiteaux doriques et des bases ioniques en terre cuite, tandis que l'ancien autel formait un avant-corps saillant entre les marches du podium.

#### Décorations en terre cuite

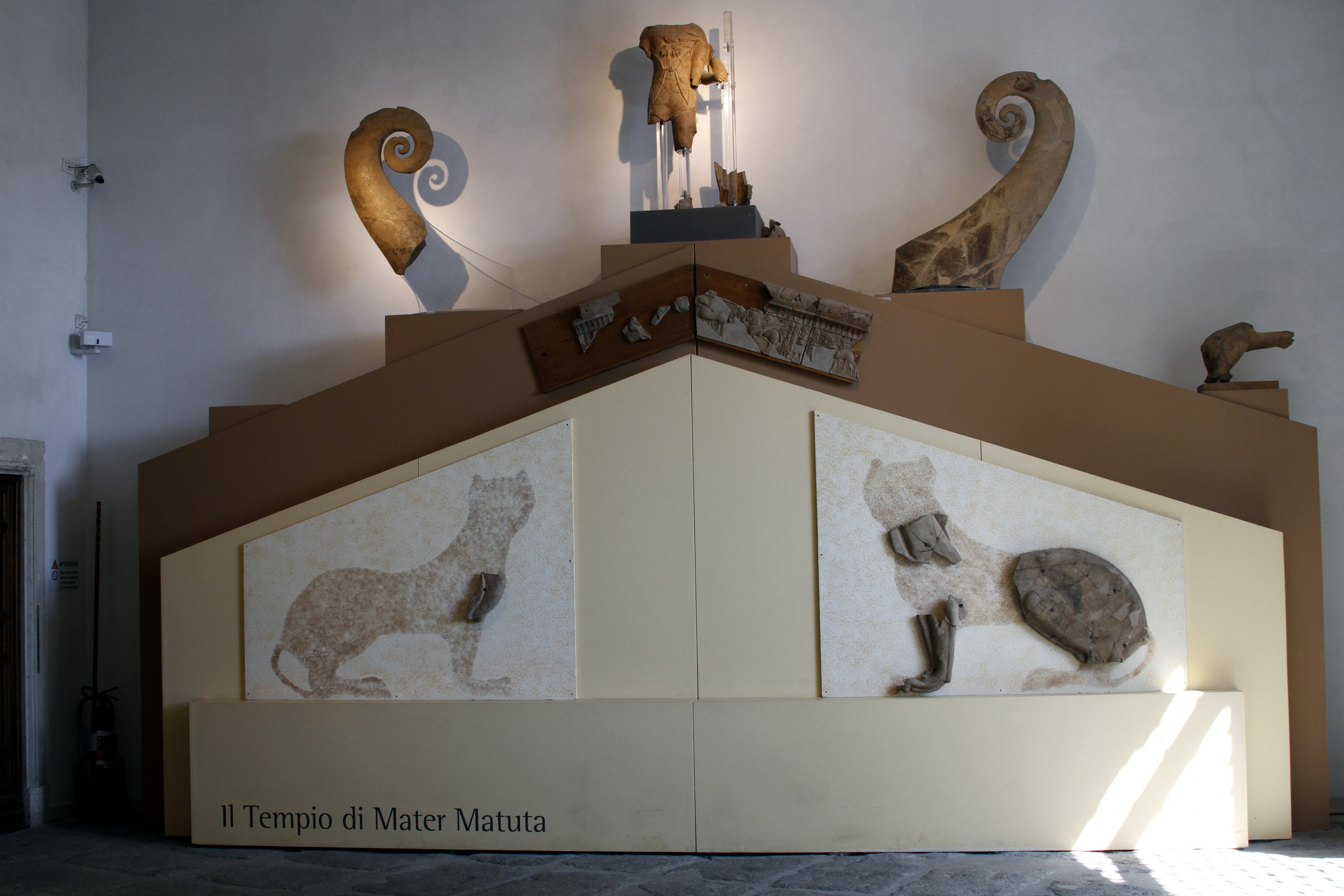
Disposition possible des fragments de décors en terre cuite attribués au temple de Mater Matuta.

Au niveau d’origine du temple archaïque, Colini a trouvé en 1938 de nombreux fragments de terres cuites architectoniques, toutes de grande qualité. Sujets d'une étude détaillée d'Anna Sommella Mura publiée en 1977,, elles sont exposées au palais des Conservateurs de Rome dans une présentation qui les attribue au temple de Mater Matuta. Parmi ces décors, des acrotères en volute de 124 cm de haut étaient positionnés sur le toit. Reconstitués à partir des nombreux débris retrouvés, ils présentent des traces de motifs polychromes en écailles ou en bandes. Des fragments de deux animaux féroces couchés sur les pattes postérieures, levés sur les pattes antérieures et tournés de face, devaient représenter des panthères (on y a trouvé des traces de taches sur le pelage) colorées avec les teintes disponibles : brun, bleu, rouge, blanc et noir. Formant chacune un motif de 90 cm de hauteur pour 140 cm de longueur, elles devaient se placer de part et d'autre d'un fronton triangulaire, encadrant une décoration centrale. Selon Anna Sommella Mura, ces félins se rattachent à la première construction du temple, tandis que les autres fragments de terre cuite, homogènes comme pâte d'impasto, seraient de la seconde phase.

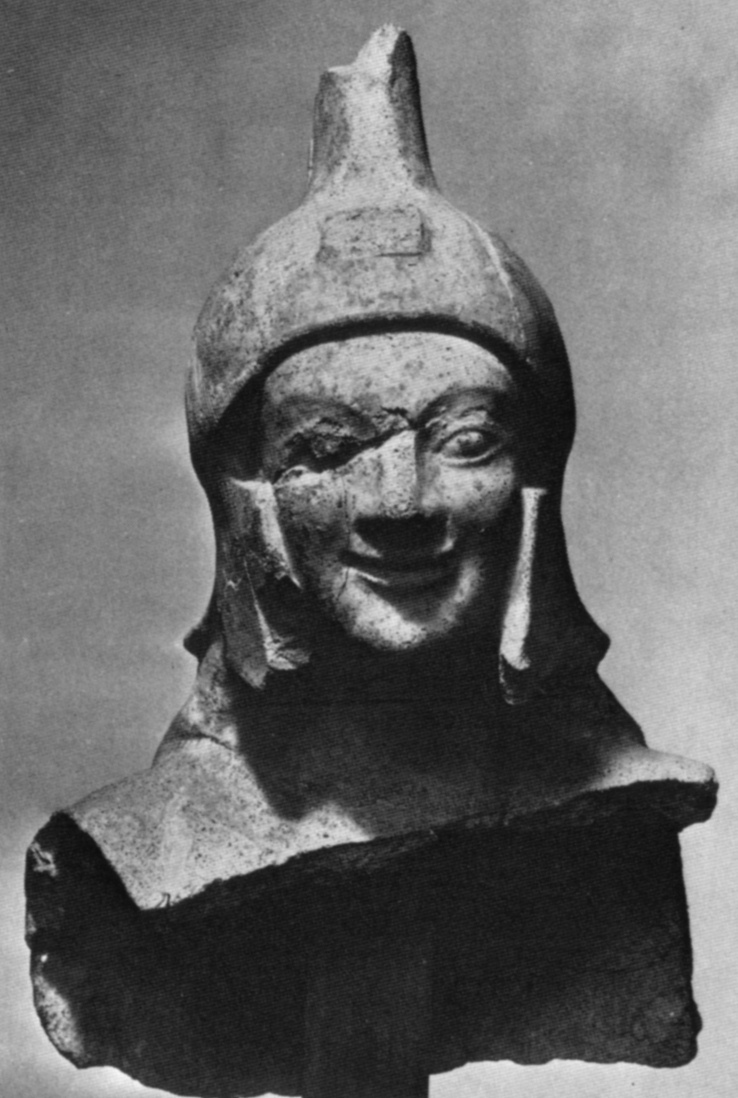
Buste en terre cuite, Fortuna, Athéna ou Minerve.

Les fragments de deux statues en terre cuite, d'une taille correspondant au trois-quarts du réel, constituent la trouvaille la plus spectaculaire : ont été remontés le tronc, la cuisse et le bras gauche d'un Hercule/Héraclès debout, reconnu par sa peau de lion nouée sur les épaules. De la seconde statue, ont été reconstitués un drapé enveloppant les jambes avec le pied gauche avancé, une main droite fermée et une tête féminine portant un casque doté d’un haut cimier et de protège-joues. La surface, usée, ne présente que des traces de polychromie. Elle représente peut-être la Fortune armée selon Filippo Coarelli ou plus probablement Minerve/Athéna revêtue de l'égide, fréquemment associée à Héraclès dans les groupes grecs. Selon cette interprétation, le groupe figure l'apothéose d'Héraclès, conduit à l'Olympe par Athéna. Les deux statues modelées à la main et d'un style homogène, vraisemblablement l'œuvre d'un seul artiste travaillant sur place, forment les pièces majeures de la décoration découverte.
A aussi été reconstituée une plaque de revêtement en terre cuite qui, d'après son joint gauche incliné, recouvrait une poutre oblique soutenant le toit (en terme architectural, c'est un geison rampant). Haute de 37,5 cm, elle montre, sous une moulure arrondie aux écailles polychromes et un bandeau cannelé, une procession de chars dont un est tiré par des chevaux ailés. Le cortège mêle un personnage féminin coiffé d'un bonnet conique, des auriges et un personnage marchant à côté des chevaux. Des placages analogues avec des processions de chars ont été retrouvés dans des cités voisines de Rome, l'étrusque Véies et la volsque Velletri.

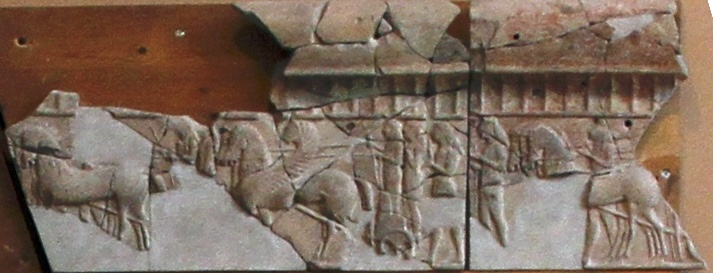
Détail du décor du temple C, plaque de revêtement du défilé de chars.
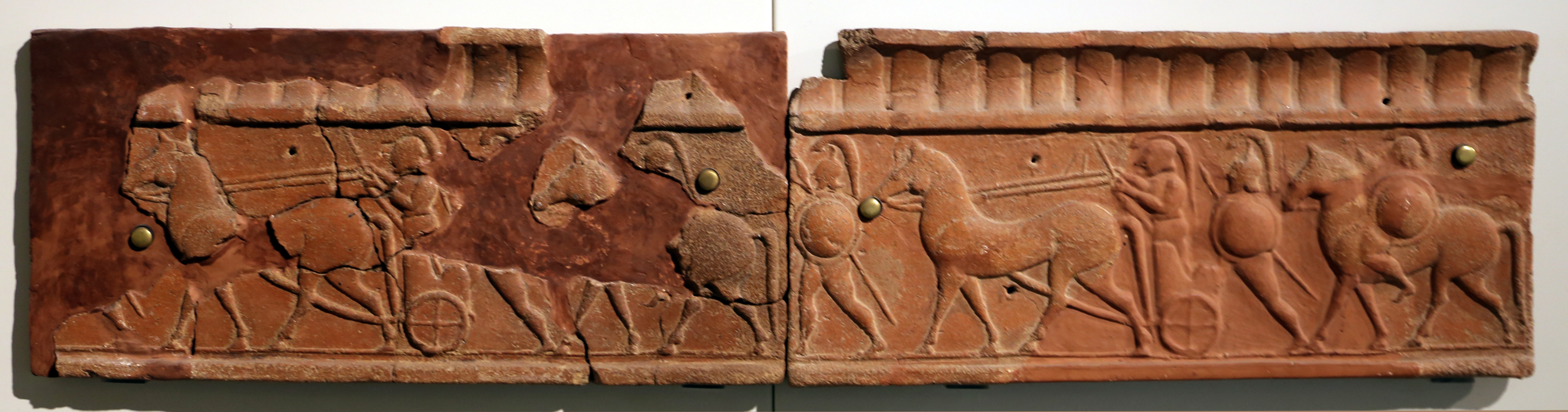
Plaque de revêtement en terre cuite provenant de Véies, datée vers 560 av. J.-C.

#### Le dépôt votif
Les fouilles menées en 1977-1978 destinées au repérage de l'arrière du temple archaïque mettent au jour un dépôt votif, d'une importance qui dépasse selon Giovanni Colonna celle des dépôts votifs contemporains du sanctuaire du Lapis niger ou du temple de Vesta. Ce dépôt serait contemporain de la seconde phase du temple, de l'avis de la plupart des archéologues, à l'exception de Massimo Pallottino qui le rattache à la construction initiale. Les objets recueillis, en céramique, en albâtre, en os ou en ivoire, sont autant d'indicateurs pour la datation de la célébration d'un culte en ce lieu que pour les courants commerciaux convergeant à Rome.

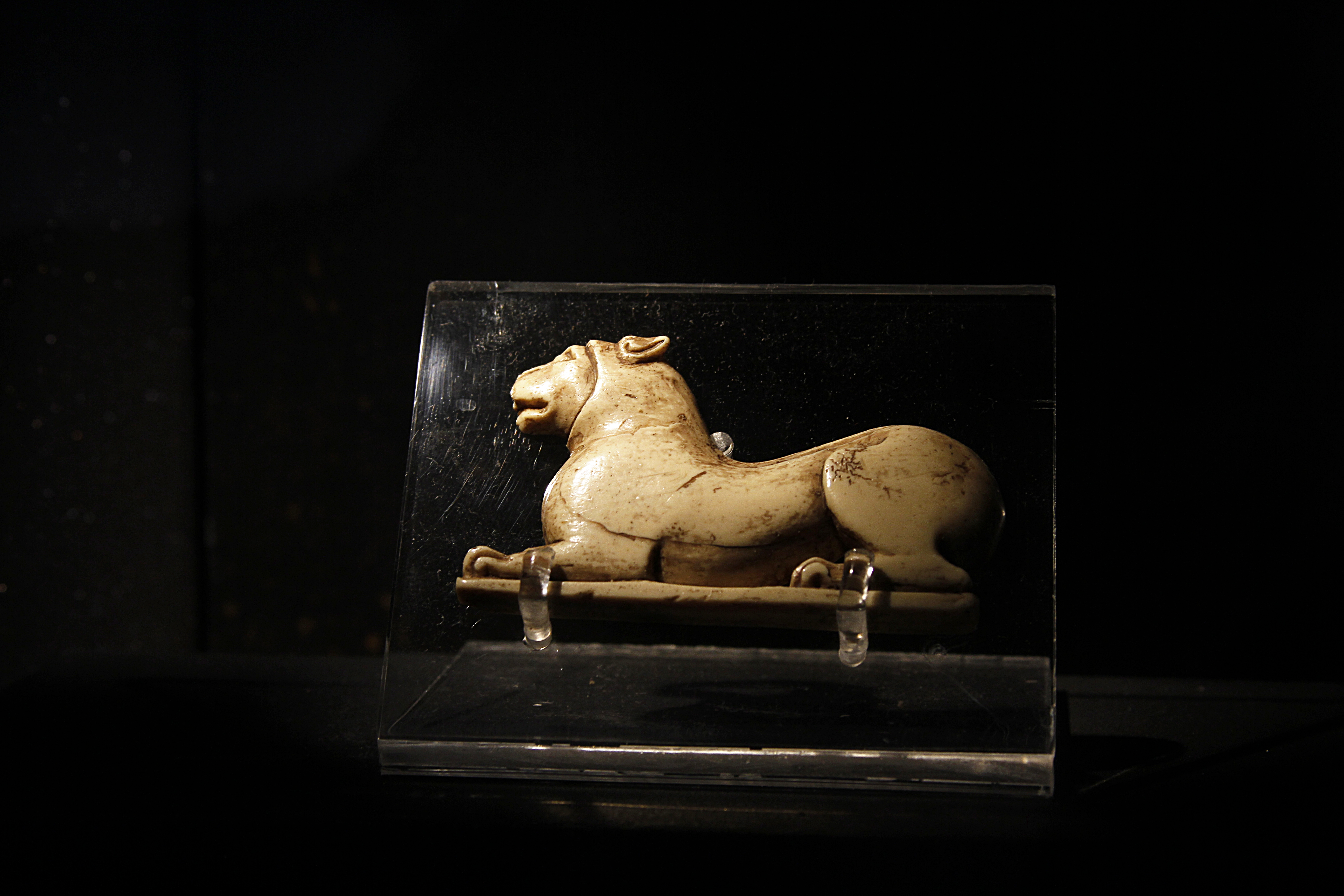
Lion en ivoire, portant une inscription en étrusque (palais des Conservateurs, Rome).

L'objet le plus ancien est un aryballe globulaire orné de quatre fleurs de lotus de style corinthien ancien daté des dernières années du VIIe siècle av. J.-C. Les dessins des coupes d'importation laconiennes, ioniennes et attiques viennent d'artisans grecs répertoriés allant du second au troisième quart du VIe siècle av. J.-C., vers 570 av. J.-C. pour les plus anciens, tandis que les buccheri étrusques importés ou de facture locale vont de la fin du VIIe siècle av. J.-C. au milieu du VIe siècle av. J.-C..
Un objet parmi les plus remarquables est une petite plaquette en ivoire, figurant un lion portant une inscription en étrusque araz silqetanas spurianas. Massimo Pallottino y voit un prénom (araz) déjà attesté à Rome suivi de deux noms, silqetanas inconnu jusque-là, et spurianas, connu par une inscription de la tombe des Taureaux à Tarquinia. Pour Pallotino, ce pourrait être l'offrande d'un notable étrusque peut-être originaire de Tarquinia et installé à Rome.

#### Interprétations et attributions
Selon la chronologie proposée par Anna Sommella Mura d'après les décors en terre cuite et reprise par Filippo Coarelli, le temple archaïque a été édifié vers 570 av. J.-C. (vers 580 av. J.-C. selon Coarelli) et restauré une trentaine d'années après, vers 540 av. J.-C.,. En désaccord sur l'existence de deux phases, l'étruscologue Mauro Cristofani situe la décoration vers 540/530 av. J.-C.. Selon Coarelli, le temple a été détruit à la fin du VIe siècle av. J.-C., ce qui correspondrait à la fin de la monarchie étrusque à Rome, et le lieu aurait été abandonné jusqu'au IVe siècle av. J.-C., jusqu'à la reconstruction de Camille,.
Les sources antiques qui concernent cette période rapportent la présence d'un temple dédié à la Fortune, édifié par Servius Tullius (579-534 av. J.-C.) pour honorer sa divinité protectrice, et celle d'un autre temple à Mater Matuta. Arbitrairement, le temple qui a été découvert est attribué à Mater Matuta. Avec quelque ironie, Jacques Poucet souligne l'incertitude de cette attribution, en rappelant les avis divergents en faveur de Fortuna et Mater Matuta (Hans Riemann), de Fortuna (Rudi Thomsen et Anna Sommella Mura), de Mater Matuta (Filippo Coarelli, Cristiano Grottanelli et Giuseppina Pisani Sartorio), d'Hercule (Francesco Sbordone) ou de Minerve (Robert Ross Holloway). Le Sant'Omobono Project, plus réservé, n'emploie que l'expression « temple archaïque ».

### Les temples de l'époque républicaine
Les archéologues ont constaté que le niveau du sanctuaire a été artificiellement rehaussé de 4 mètres à 6 mètres, par un soubassement qui recouvre presque entièrement l'implantation du temple archaïque et représente un volume de terres prélevées au pied du Capitole estimé à 30 000 m3 par Giovanni Ioppolo. Fréquemment reprise dans les articles relatifs aux temples républicains, cette évaluation paraît excessive face à la surface d'environ 2 200 m2 occupée par les temples et serait plus proche de 13 000 m3. Filippo Coarelli pense que cette surélévation, en plaçant l'aire sacrée au-dessus de l'espace profane environnant, avait une signification religieuse, mais la mise à l'abri des inondations fréquentes du Tibre est une explication probable.
Les sondages réalisés en 1964 et 1977 de part et d'autre de ce soubassement montrent un mur de soutien en assises de cappellaccio, surmonté d'une autre série de cinq assises en pépérin. Les archéologues n'ont toutefois pas une vue d'ensemble du processus d'édification, il semble que seule la moitié nord du soubassement a été entièrement remblayée avec des terres rapportées, tandis que la partie sud a été montée en alternant des étages en cappellaccio et du remplissage.
Sur cette surélévation a été édifié un unique podium carré, d’environ 47,50 mètres de côté et selon une orientation nord-sud parfaitement orthogonale. Sur la partie nord du podium ont été bâtis les deux temples jumeaux, peut-être prostyles, c’est-à-dire chacun avec une série de colonnes en façade, ou périptères, entourés de colonnes sur trois côtés, ainsi que le suggèrent les fondations de colonnade sur trois côtés de chaque temple. L’escalier unique se trouve sur la partie frontale des temples, selon le modèle italo-étrusque, à la différence du monde grec qui place les escaliers sur les quatre côtés. Un autel en tuf a été retrouvé devant chaque temple, en forme de U typique du style étrusque et latial du milieu du IVe siècle. Ces autels sont en contrebas des cellae et ouverts sur l'Orient, selon la norme architecturale énoncée par Vitruve, de sorte que l'officiant qui se place entre les bras du U soit face à l'est, d'où viennent les dieux. Malgré la découverte à proximité d'une dédicace épigraphique à Fortuna sur un petit autel d'époque impériale, aucun rattachement de chaque temple à sa déesse n'a pu être réalisé. Les archéologues nomment donc les temples de façon neutre « A », communément attribué à Fortuna, et « B », attribué à Mater Matuta, la cella de ce dernier étant sous l'église Sant'Omobono.

Les temples républicains
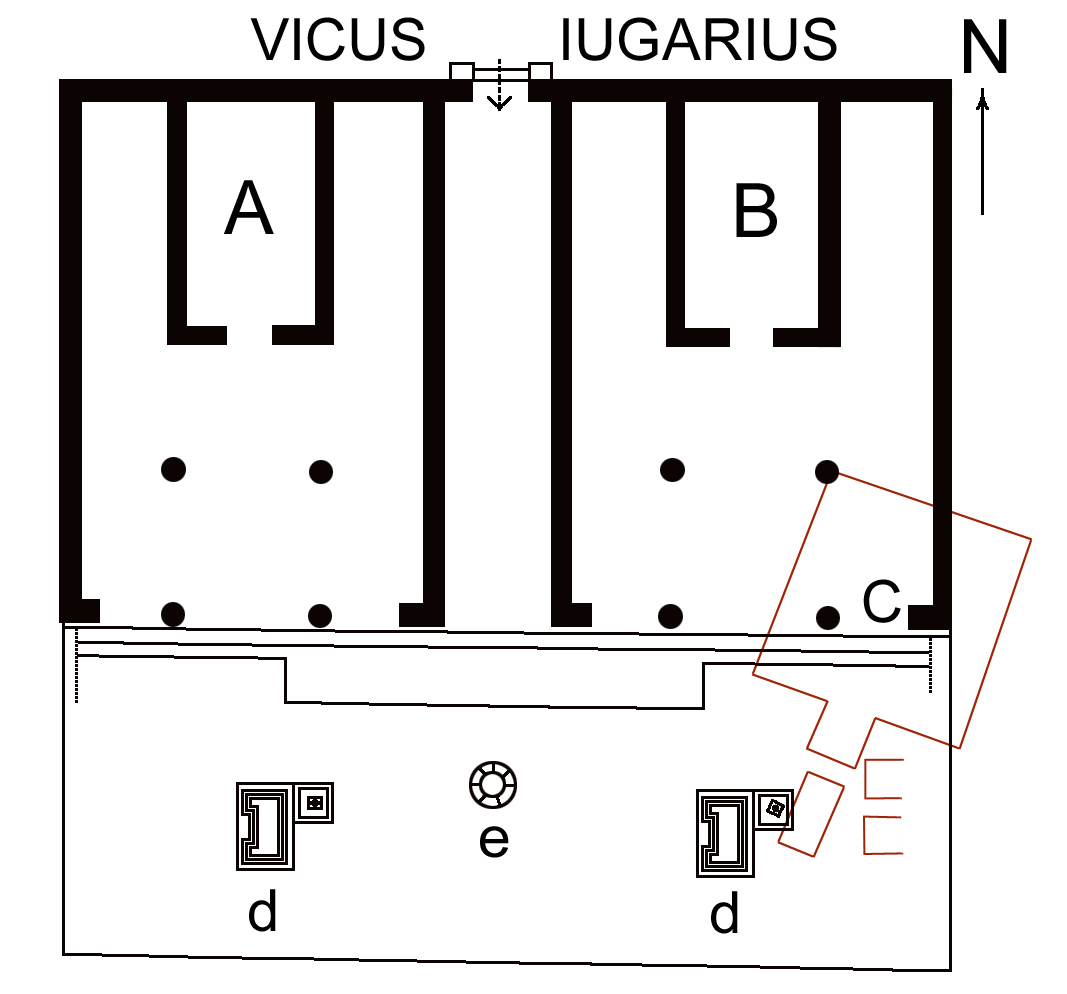
Les temples jumeaux : A : temple de la Fortune B : temple de Mater Matuta C (en rouge) : temple archaïque d : autels et puits rituels e : table d'offrande circulaire.
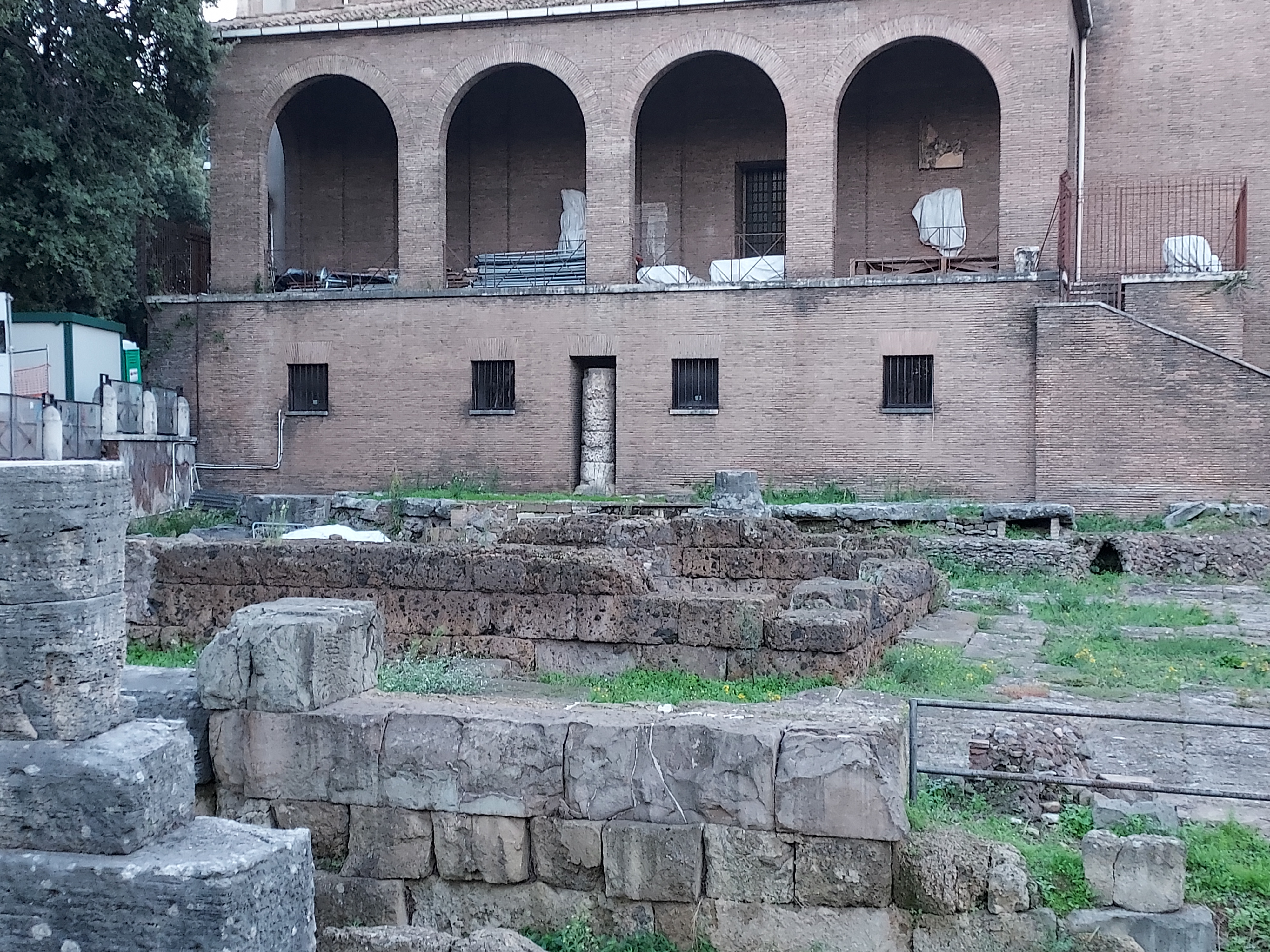
Cella du temple A, vue depuis l'ouest. Au fond, église Sant'Omobono, superposée aux fondations du temple B.
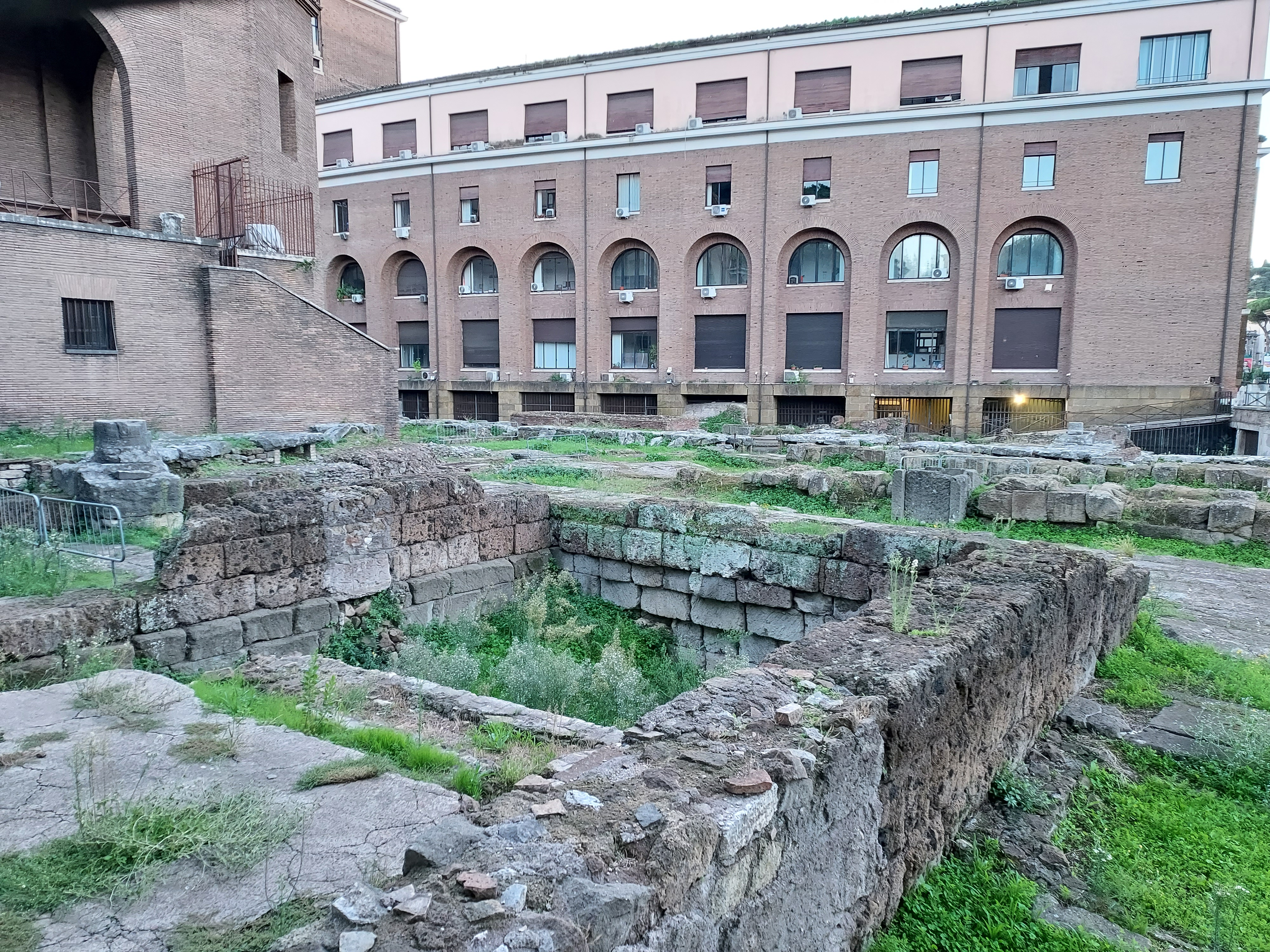
Intérieur de la cella du temple A, vue de l'angle nord-ouest.
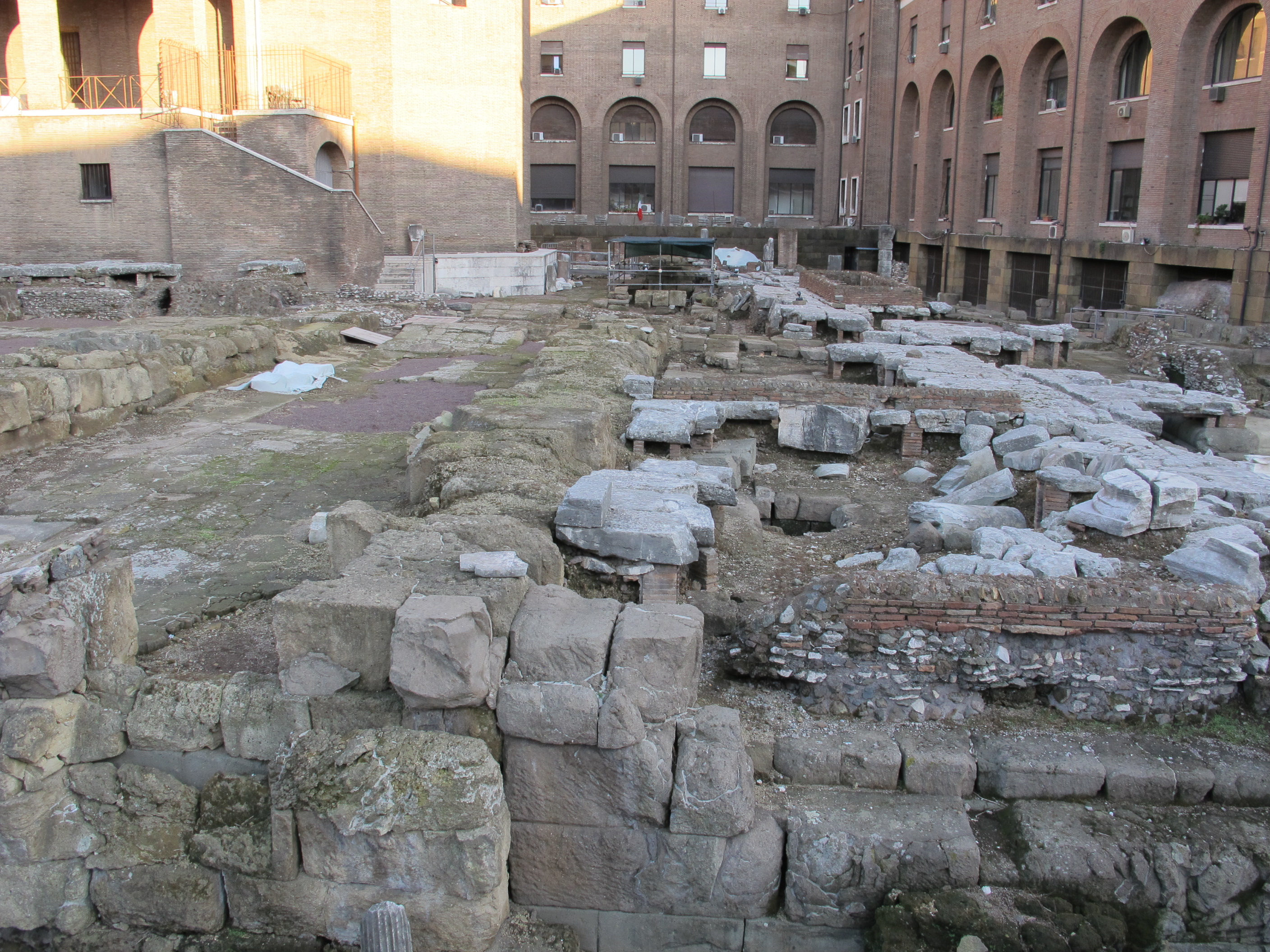
Aire du temple républicain, vue depuis l'ouest. Étagement des multiples réfections du revêtement de l'esplanade.
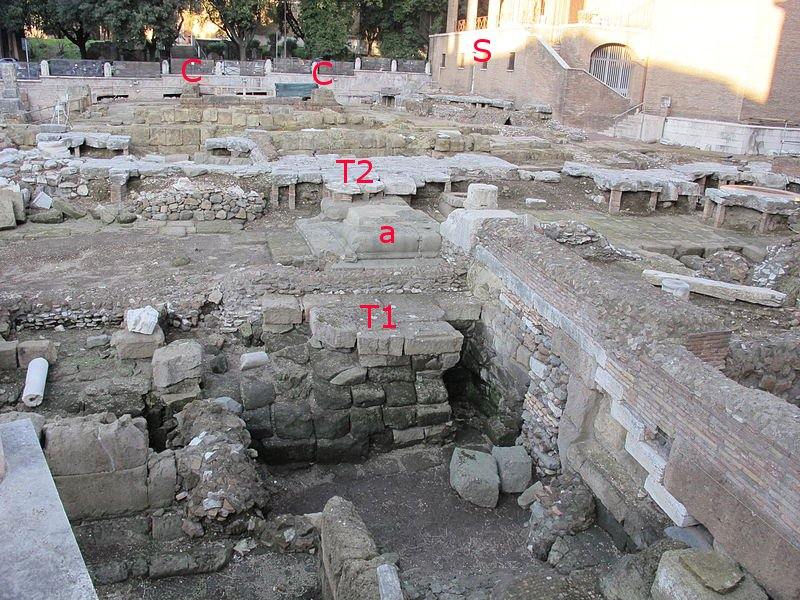
Aire du temple républicain, vue depuis le sud. T1 : terrasse en tuf a : autel en tuf T2 : terrasse en travertin C : murs de la cella S : église Sant'Omobono, sur la cella du temple B.
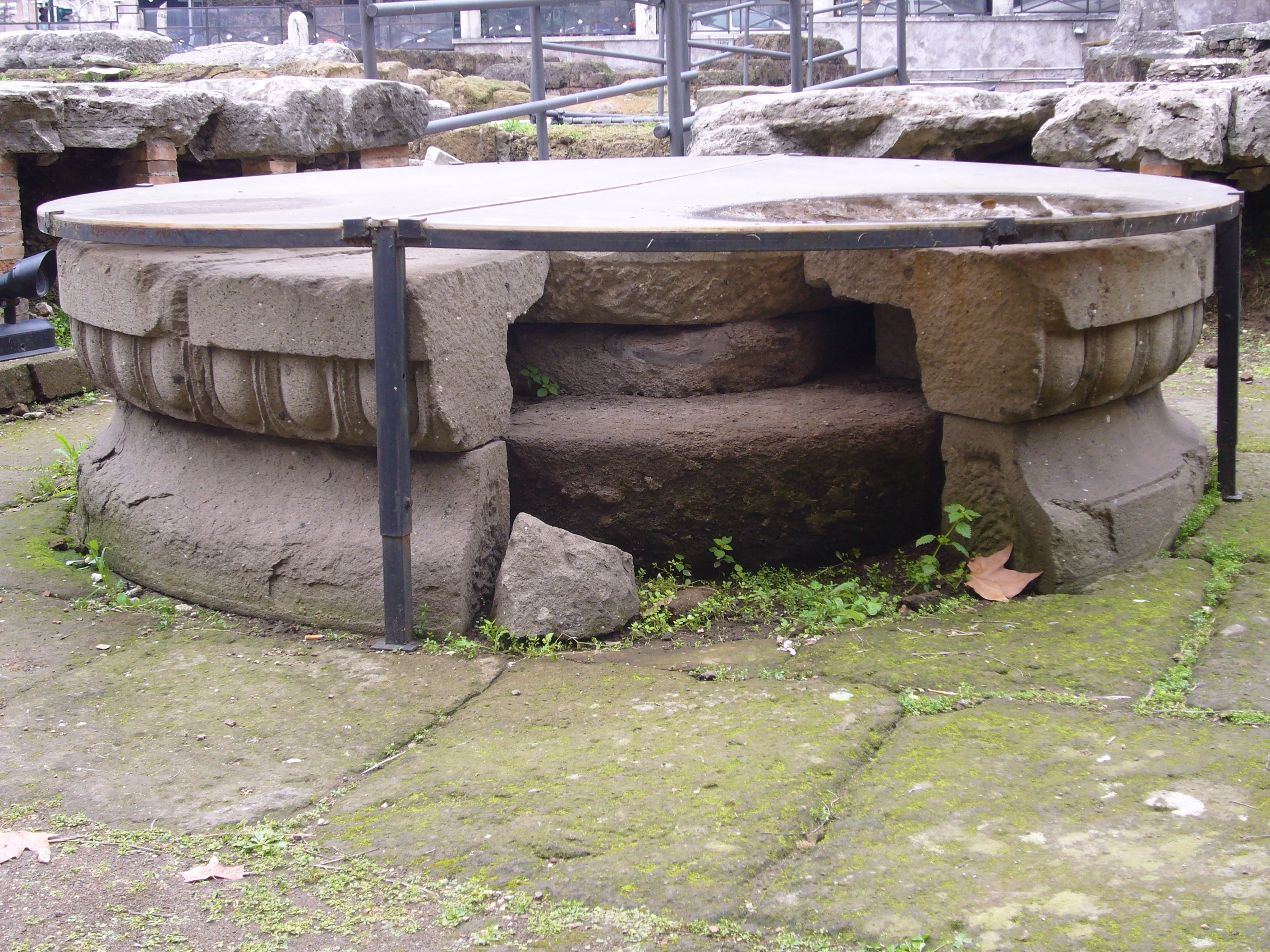
Table d'offrande circulaire en pépérin, entre les autels des temples A et B.

- Les temples jumeaux : 
A : temple de la Fortune
B : temple de Mater Matuta
C (en rouge) : temple archaïque
d : autels et puits rituels
e : table d'offrande circulaire.
- Cella du temple A, vue depuis l'ouest. Au fond, église Sant'Omobono, superposée aux fondations du temple B.
- Intérieur de la cella du temple A, vue de l'angle nord-ouest.
- Aire du temple républicain, vue depuis l'ouest. Étagement des multiples réfections du revêtement de l'esplanade.
- Aire du temple républicain, vue depuis le sud.
T1 : terrasse en tuf
a : autel en tuf
T2 : terrasse en travertin
C : murs de la cella
S : église Sant'Omobono, sur la cella du temple B.
- Table d'offrande circulaire en pépérin, entre les autels des temples A et B.

Le sol a été refait par le consul Marcus Fulvius Flaccus après la chute de Volsinies en 264 av. J.-C., avec l’installation de deux nouveaux supports d’offrande rectangulaires et un circulaire au milieu.
En 213 av. J.-C., les deux temples de la Fortune et de Mater Matuta sont détruits par un incendie qui ravage le quartier. Une commission de triumvirs est chargée dès l'année suivante de les reconstruire. Tite-Live évoque encore les deux temples, lorsque L. Stertinius fait construire en 196 av. J.-C. deux arcs de triomphe en face de ces derniers.

## Visibilité touristique

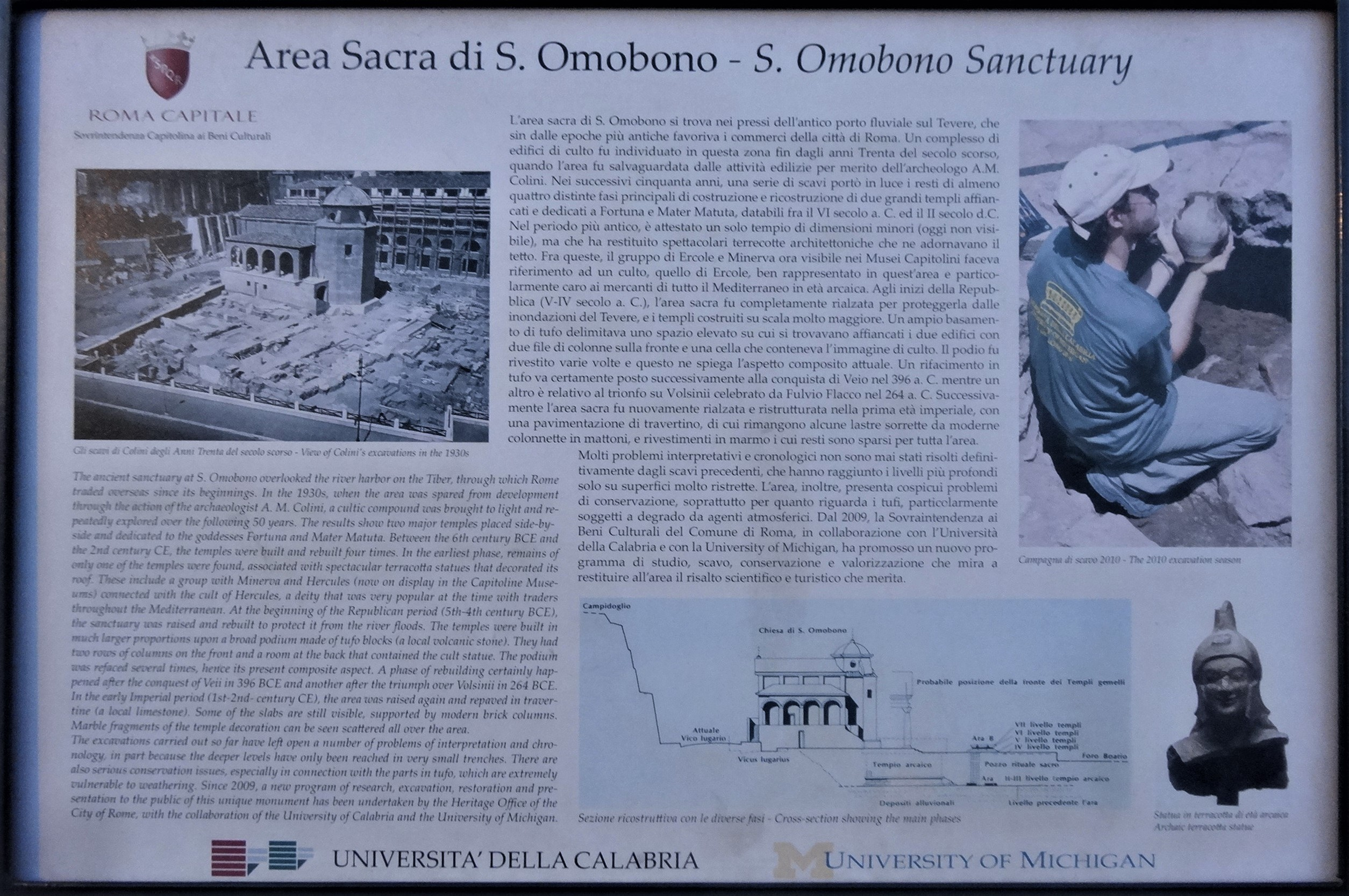
Plaque explicative du site placée par le Sant'Omobono Project.

Ruine arasée dépourvue de mise en valeur ou d'explication, placée entre la Bocca della Verità au sud et la spectaculaire aire du Largo di Torre Argentina au nord, l'aire de Sant'Omobono est restée longtemps ignorée des circuits touristiques.
Une visite exceptionnelle a été organisée par la Surintendance capitoline des Biens culturels lors de la journée européenne du patrimoine du 28 septembre 2013. Depuis lors, des visites de groupe sont parfois organisées, sur réservation préalable,.